# Cadmium
Cadmium is een scheikundig element met symbool Cd en atoomnummer 48. Het is een zilvergrijs overgangsmetaal.

## Ontdekking
Cadmium werd in 1817 ontdekt door de Duitse chemicus Friedrich Strohmeyer als een onzuiverheid in het mineraal calamiet (zinkcarbonaat). Gedurende zo'n 100 jaar was Duitsland het enige land ter wereld dat op grote schaal cadmium produceerde.
Alhoewel vandaag de dag bekend is dat cadmium en cadmiumverbindingen uiterst giftig zijn, stelde de Britse Pharmaceutical Codex in 1907 dat cadmiumjodide in de geneeskunde toegepast kon worden ter bestrijding van enkele ziekten.
In 1927 is door de International Conference on Weights and Measures de meter geherdefinieerd op basis van de rode spectraallijn van cadmium. In 1960 is de definitie opnieuw herzien (zie krypton).
De naam cadmium is afkomstig van het Latijnse cadmia (Grieks: kadmeia, καδμεία), een oude benaming voor zinkcarbonaat.

## Toepassingen
In laagsmeltende legeringen (bijvoorbeeld soldeer) en in legeringen met grote slijtvastheid en weerstand tegen metaalmoeheid wordt cadmium regelmatig gebruikt. Het heeft ook elektrochemische toepassingen, onder andere in ijkcellen met een standaard elektromotorische kracht. Het wordt gebruikt als fosforescent in televisiebuizen en zowel het sulfide CdS als het selenide CdSe zijn belangrijke halfgeleiders. CdS wordt wel als gele of rode verfkleurstof gebruikt en in de lichtgevoelige laag in trommels (drum) van kopieermachines en laserprinters. Cadmium werd ook gebruikt in oplaadbare batterijen, accu's. Sinds januari 2005 is dit verboden door de Europese Unie.
Verder wordt cadmium gebruikt in de legering woodsmetaal en voor sommige soorten hobbyverf.
Vanwege zijn grote invangvermogen voor neutronen wordt cadmium ook gebruikt in regelstaven voor kernreactoren.

## Opmerkelijke eigenschappen
Het metaal is zacht en blauwig wit. Cadmiumchemie wordt beheerst door de elektronenconfiguratie van het tot de zinkgroep behorende element: 4d105s2. De d-elektronen zijn in deze groep een binnenschil geworden, zodat alleen de twee 5s elektronen belangrijk zijn. Het element vormt daarom vrijwel uitsluitend Cd2+-ionen.
Het metaal heeft een relatief laag kookpunt van 765 °C. Dit weerspiegelt het feit dat de afstand (in energie) tot de 5p niveaus al vrij groot is, zodat de 5s2 configuratie al enigszins als een gesloten schil fungeert. Bij kwik is dat nog meer het geval.
Cadmium wordt ook wel gebruikt in een legering met goud, zodat groen goud ontstaat.

## Verschijning
Cadmiumhoudende ertsen zijn relatief zeldzaam. Het enige mineraal dat noemenswaardige hoeveelheden cadmium bevat is greenockiet, waarin het als cadmiumsulfide (CdS) voorkomt. Het wordt vrijwel altijd aangetroffen in combinatie met sfaleriet, dat uit zinksulfide (ZnS) bestaat. Cadmium is een bijproduct van de zinkwinning en in mindere mate van lood- en koperwinning. Daarnaast is zo'n 10% van het wereldwijd gebruikte cadmium afkomstig uit de recycling van batterijen en andere cadmiumhoudende consumentengoederen.

## Isotopen
| Stabielste isotopen | Stabielste isotopen | Stabielste isotopen      | Stabielste isotopen      | Stabielste isotopen      | Stabielste isotopen      |
| Iso                 | RA (%)              | Halveringstijd           | VV                       | VE (MeV)                 | VP                       |
| ------------------- | ------------------- | ------------------------ | ------------------------ | ------------------------ | ------------------------ |
| 106Cd               | 1,25                | stabiel met 58 neutronen | stabiel met 58 neutronen | stabiel met 58 neutronen | stabiel met 58 neutronen |
| 107Cd               | syn                 | 6,50 h                   | EV                       | 1,417                    | 107Ag                    |
| 108Cd               | 0,89                | stabiel met 60 neutronen | stabiel met 60 neutronen | stabiel met 60 neutronen | stabiel met 60 neutronen |
| 109Cd               | syn                 | 462,6 d                  | EV                       | 0,214                    | 109Ag                    |
| 110Cd               | 12,49               | stabiel met 62 neutronen | stabiel met 62 neutronen | stabiel met 62 neutronen | stabiel met 62 neutronen |
| 111Cd               | 12,80               | stabiel met 63 neutronen | stabiel met 63 neutronen | stabiel met 63 neutronen | stabiel met 63 neutronen |
| 112Cd               | 24,13               | stabiel met 64 neutronen | stabiel met 64 neutronen | stabiel met 64 neutronen | stabiel met 64 neutronen |
| 113Cd               | 12,22               | 7,7·1015 j               | β−                       | 0,316                    | 113In                    |
| 114Cd               | 28,73               | stabiel met 66 neutronen | stabiel met 66 neutronen | stabiel met 66 neutronen | stabiel met 66 neutronen |
| 115Cd               | syn                 | 53,46 h                  | β−                       | 1,446                    | 115In                    |
| 116Cd               | 7,49                | stabiel met 68 neutronen | stabiel met 68 neutronen | stabiel met 68 neutronen | stabiel met 68 neutronen |

Van nature komen er op aarde zes stabiele cadmiumisotopen voor. Daarnaast zijn er 27 radio-isotopen bekend, waarvan 113Cd met een halveringstijd van 7,7·1015 jaar het langst leeft en ook nog zo'n 12% van het totaal aanwezige cadmium uitmaakt. De overige radioactieve isotopen, waaronder cadmium-103, hebben halveringstijden in de orden van dagen, uren en minuten.

## Toxicologie en veiligheid
Cadmium is een van de weinige elementen die totaal geen bekende functie heeft in hogere organismen. Wel zijn er bepaalde diatomeeën bekend die cadmium als cofactor in het enzym carbonaatdehydratase gebruiken in plaats van zink. Zelfs in zeer lage concentraties zijn metallisch cadmium en cadmiumverbindingen uiterst giftig doordat ze accumuleren in organismen en ecosystemen. Geïnhaleerde cadmiumdampen kunnen grote schade aanrichten met fatale gevolgen in de nieren en luchtwegen. Via orale toediening kan cadmium schade aanrichten in de lever en nieren. Van veel cadmiumverbindingen is bekend of wordt anders sterk vermoed dat ze kankerverwekkend zijn. Cadmiumvergiftiging kan leiden tot de itai-itaiziekte, dat uit het Japans vertaald kan worden als "pijn-pijn"-ziekte. De Gezondheidsraad adviseerde in oktober 2020 om cadmium te classificeren als een stof die wordt verondersteld giftig te zijn voor de voortplanting. Beroepsmatige blootstelling aan de stof kan schadelijk zijn voor de vruchtbaarheid van mannen en vrouwen en voor de ontwikkeling van het ongeboren kind. Ook adviseert de Gezondheidsraad de classificatie: ‘kan schadelijk zijn via de borstvoeding’ 
Het roken van sigaretten en tabak geeft eveneens een blootstelling aan cadmium. Na de droge destillatie van de tabak, wordt het cadmium in de rook in de longen opgenomen, en dat zorgt voor veel schade. Cadmium wordt in het bloed opgevangen door complexe eiwitten, maar Cadmium kan niet worden uitgescheiden. Het wordt opgeslagen in de nieren. Door de gezondheidschade worden baby's van rokende vrouwen gemiddeld een pond lichter bij de geboorte. Daarnaast zorgt roken voor een kortere levensduur.
Uitgestoten cadmium komt, in tegenstelling tot sommige andere zware metalen als lood, in ons voedsel terecht doordat het opgenomen wordt door planten. De cadmium wordt opgeslagen in de lever en nier van dieren die deze planten eten. Ook is een directe inname mogelijk; in bladgroenten als sla en spinazie komen snel hoge concentraties cadmium voor. Putwater uit vervuilde gebieden bevat cadmium, en verder zijn sommige stofdeeltjes cadmiumrijk, en deze kunnen door inslikken of inademen opgenomen worden in het lichaam.
Lage blootstelling aan cadmium geeft geen onmiddellijke gezondheidsproblemen, maar schaadt de gezondheid op lange termijn; het verstoort de werking van de nieren, en maakt de beenderen minder sterk (osteoporose en botbreuken). Uit een recent (2006) en grootschalig onderzoek in de Noorderkempen is gebleken dat er een verband is tussen het inademen van grote hoeveelheden cadmium en het voorkomen van longkanker. Het wordt door de IARC dan ook ingedeeld als een "kankerverwekkend voor de mens".

### Vervuiling van de bodem
In de Noorderkempen en in Hoboken is de omgeving historisch vervuild met cadmium. Dit door de uitstoot van zinksmelters, behorende tot de non-ferro industrie, zoals het bedrijf Union Minière, dat later omgedoopt is tot Umicore. Ook leverde de fabriek cadmiumrijke metaalslakken, waarmee wegen en opritten werden aangelegd. In de omgeving van deze fabrieken werd ongeveer 500 kilometer weg aangelegd met zink- en/of loodhoudende materialen. Verder wordt cadmium uitgestoten door verbrandingsovens vanwege het verbranden van cadmiumhoudende batterijen en door crematoria. Momenteel zijn veel oorzaken reeds opgelost, maar is er nog steeds cadmiumuitstoot door bedrijven, weliswaar onder de wettelijke normen.

### Inname beperken
De volgende tips verkleinen de inname van cadmium (in sterk gecontamineerde gebieden):
- Het eten van groenten van eigen streek beperken;
- Bladgroenten uit eigen teelt vermijden (zie hoger), veiliger groenten zijn komkommers en pompoenen;
- Het gebruik van put-en regenwater te beperken;
- Niet roken. Sigarettenrook bevat cadmium. Eén sigaret bevat ongeveer 1-2 µg cadmium. Hiervan wordt circa 10% geïnhaleerd. Uit 20 sigaretten nemen rokers dus ongeveer 2-4 µg cadmium op[3];
- De opname van stof beperken, door
  - Met nat te poetsen, of een stofzuiger met speciale filter te gebruiken;
  - De bodem in de omgeving van de woning te beplanten of te bedekken met houtschors, om opwaaien te voorkomen;
  - De voeten vegen bij het naar binnen komen.